# IC 2531
IC 2531 est une très vaste galaxie spirale vue par la tranche et située dans la constellation de la Machine pneumatique. Sa vitesse par rapport au fond diffus cosmologique est de 2 799 ± 23 km/s, ce qui correspond à une distance de Hubble de 41,3 ± 2,9 Mpc (∼135 millions d'al).

## Histoire
IC 2531 a été découverte par l'astronome américain Lewis Swift en 1898. Certains surnomment cette galaxie « little N 891 » en raison de sa ressemblance avec NGC 891, mais ce surnom devrait plutôt être « big N 891 », car IC 2531 est au moins deux fois plus grosse que NGC 891.
La classe de luminosité d'IC 2531 est III et elle présente une large raie HI. Elle renferme également des régions d'hydrogène ionisé.
À ce jour, plus d'une trentaine de mesures non basées sur le décalage vers le rouge (redshift) donnent une distance de 34,155 ± 5,334 Mpc (∼111 millions d'al), ce qui est à l'intérieur de la distance de Hubble.

## Groupe de NGC 3054
IC 2531 est un membre du groupe de NGC 3054. Ce groupe comprend au moins neuf membres. Outre NGC 3054 et IC 2531, les autres galaxies sont NGC 3051, NGC 3078, NGC 3084, NGC 3089, IC 2537, ESO 499-26 et ESO 499-32. IC 2531 est la plus grosse galaxie de ce groupe.